# Diocèse de Couserans
Ne pas confondre avec l'actuel diocèse de Pamiers, Couserans et Mirepoix.
Le diocèse de Couserans (en latin : Dioecesis Conseranensis) est un ancien diocèse de l'Église catholique en France, établi entre Comminges et Comté de Foix, à l'ouest de l'actuel département de l'Ariège.

## Histoire
L'évêché et l'église cathédrale du diocèse étaient à Saint-Lizier.
L'évêque était suffragant de l'archevêque métropolitain d'Auch.
Le diocèse fut supprimé par la Constitution civile du clergé, suppression maintenue par le Concordat de 1801.
Il ne fut pas rétabli. Une bulle de juillet 1822 rétablit le diocèse de Pamiers. En 1910, il releva les titres de Couserans et Mirepoix.

## Dénomination
Dans certaines anciennes publications, il est désigné comme diocèse de Conserans voire de Conscrans.
Dans l′Histoire de la comtesse des Barres, récit autobiographique, mais romancé, des aventures de l'abbé de Choisy dans le Berry vers 1670-1971, où il se faisait passer pour la comtesse des Barres, apparaît un abbé de Saint-Siphorien, qui selon la journaliste Geneviève Reynes, auteur d'un ouvrage biographique sur l'abbé de Choisy, correspondrait - à en croire un article de la Dépêche du Berry du 10 mars 1921 -  à Gabriel de Saint-Estève, abbé de Saint-Martin de Plaimpied et évêque de Conscrans.